# Aeropuerto de Fort McMurray
El Aeropuerto de Fort McMurray (del inglés: Fort McMurray International Airport) (IATA: YMM, OACI: CYMM) se encuentra localizado a 7 millas náuticas (13 km; 8.1 mi) al sureste de Fort McMurray, Alberta, Canadá. YMM es el aeropuerto más grande del norte de Alberta. Tiene vuelos diarios a Edmonton, Calgary, Fort Chipewyan, Vancouver y Toronto a través de las líneas aéreas Air Canada, WestJet, McMurray Aviation y Northwestern Air. La aerolínea Sunwing solía volar a destinos de vacaciones estacionales en México en 2012-2015.
El aeropuerto es administrado por la Fort McMurray Airport Authority, una organización comunitaria sin fines de lucro que ha operado YMM desde 2010.
El aeropuerto ha visto un aumento significativo de pasajeros en los últimos diez años debido al intenso desarrollo de las Arenas de alquitrán de Athabasca. Los vuelos se reservan con frecuencia debido a la alta población de trabajadores transitorios y las personas que no están dispuestas a conducir en la Carretera 63 de Alberta. En 2014, YMM atendió a 1,308,416 pasajeros, clasificándolo como el 15º aeropuerto más ocupado de Canadá. Como resultado, una nueva instalación de la terminal del aeropuerto de $258 millones abrió en 2014 que puede acomodar a 1.5 millones de pasajeros por año. Tras la apertura de la nueva terminal, los números de pasajeros tomaron una caída en picada, disminuyendo cada año a solo 639,923 en 2018, clasificándolo en el vigésimo aeropuerto más ocupado en Canadá.
La Agencia de Servicios Fronterizos de Canadá (CBSA) estableció un servicio permanente en el aeropuerto en 2013. A partir de 2018 no hay vuelos internacionales ni agentes de CBSA en el aeropuerto.

## Terminales

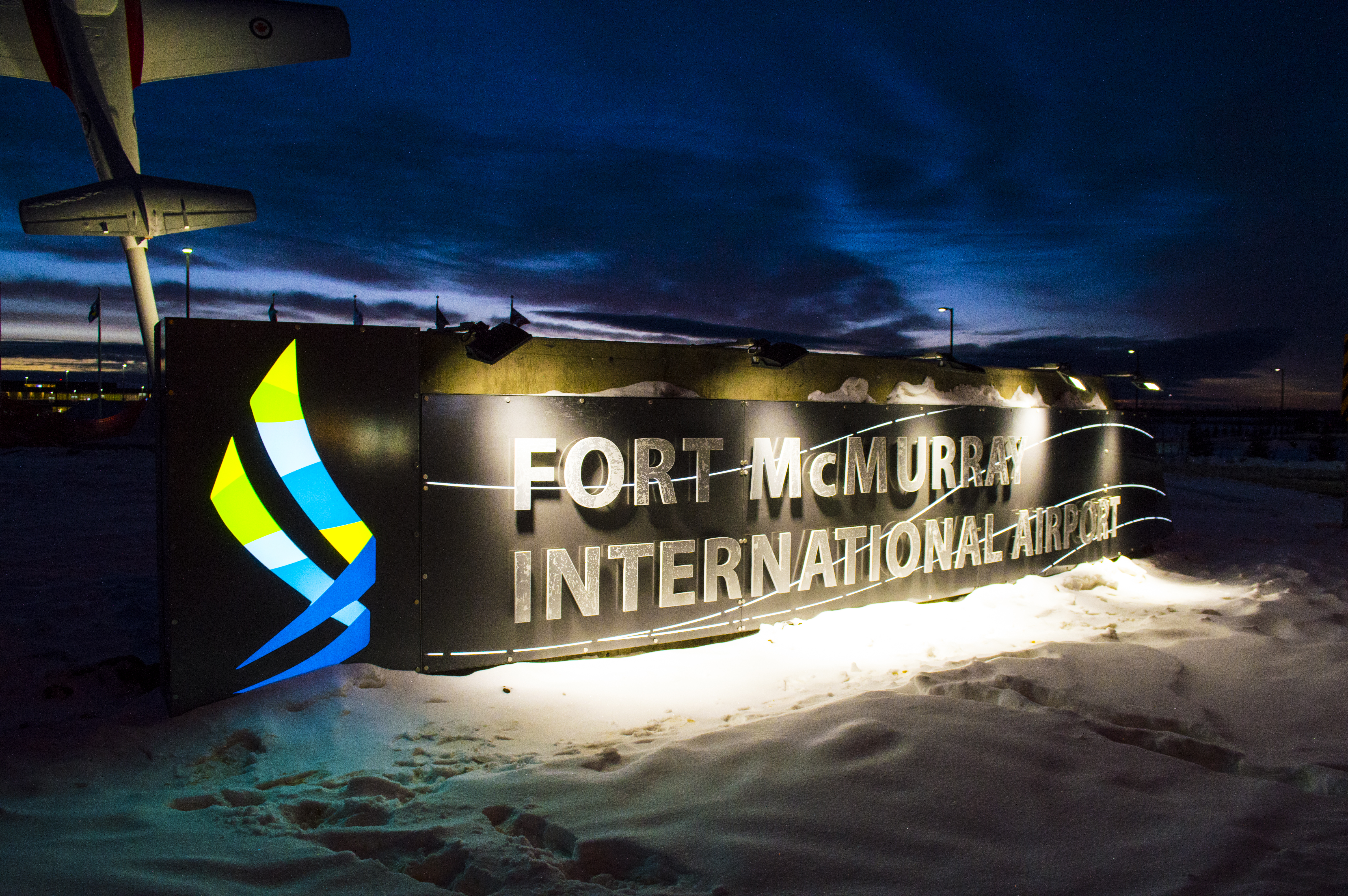
Letreros de bienvenida con réplicas de aviones canadienses Snowbirds.

YMM tiene dos terminales. La gran terminal principal (abierta en 2014) se encuentra en el lado sur de la pista y se utiliza para el servicio comercial de pasajeros. La terminal original (inaugurada en 1986) está ubicada en el lado norte de la pista y fue renovada y reabierta en 2014 para atender exclusivamente a los chártes de fuerza laboral, vuelos corporativos y la carga.

### Terminal principal
El edificio principal de la terminal sirve a pasajeros comerciales y alberga CBSA donde los viajeros internacionales y los canadienses que regresan ingresan al país. El edificio es aproximadamente 15,000 m² (160,000 pies2), o el tamaño equivalente de 2.5 campos de Fútbol canadiense. La terminal tiene cuatro pasearlas de acceso a aeronaves y ocho puestos de estacionamiento de aeronaves.
La terminal tiene muchos servicios para pasajeros, incluidos:
- un servicio al cliente y centro de información para visitantes
- un área de observación pública con exhibiciones interactivas de aprendizaje
- una zona de juegos infantiles
- un patio con calefacción natural con un área de alivio para mascotas itinerante
- servicio de internet inalámbrico gratuito y estaciones de carga USB en todos los asientos de la sala de pasajeros

### Concesiones

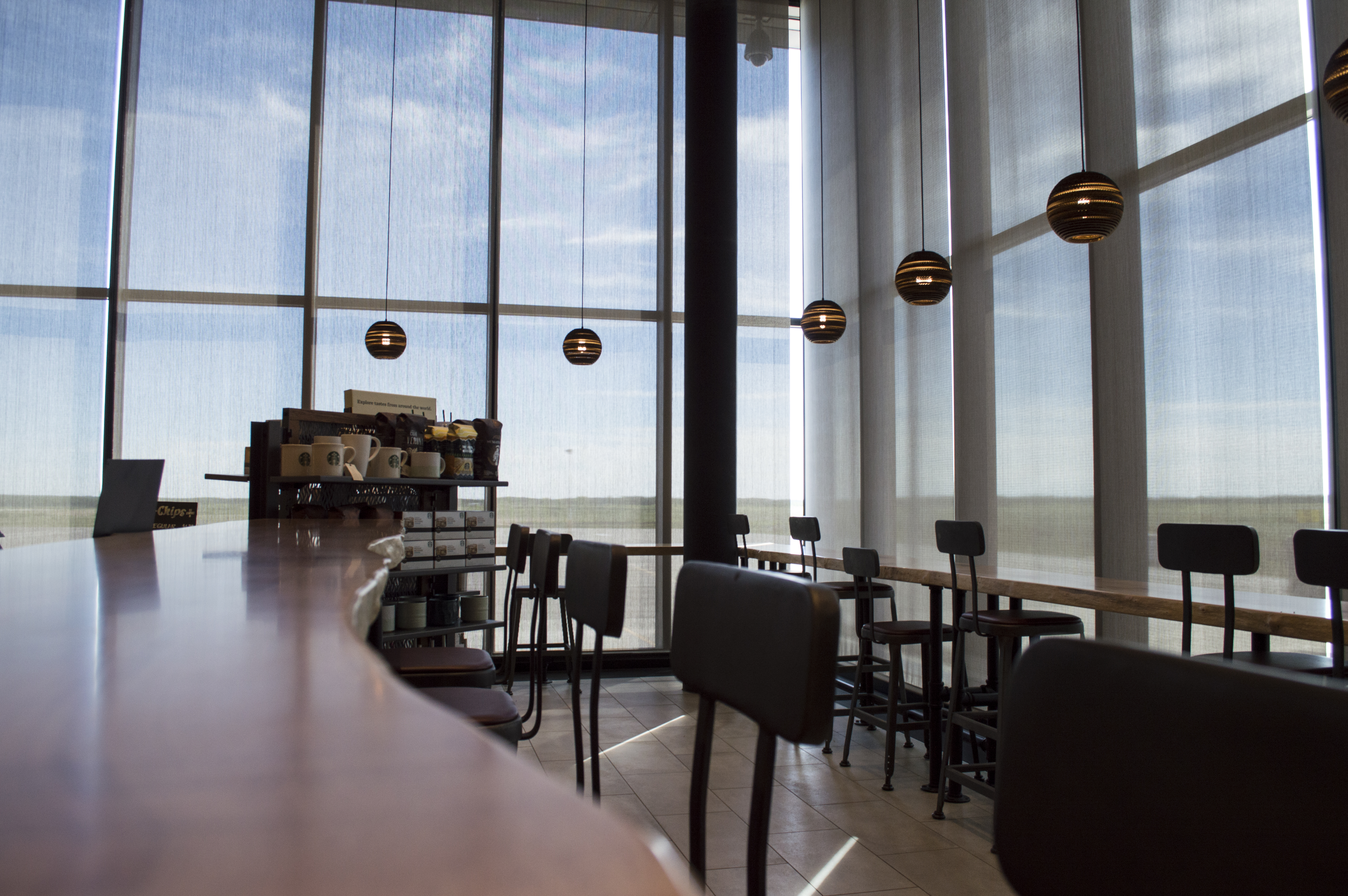
Asientos de pasajeros en Starbucks.

La terminal principal tiene ocho puntos de venta minorista, de alimentos y bebidas a ambos lados de seguridad. Algunas de las principales marcas son:
- Best Buy Express
- Burger King
- Earls Kitchen + Bar
- Famoso Neapolitan Pizzeria
- Jugo Juice
- Tiendas de conveniencia de Nicholby
- Starbucks
- Tim Hortons

El 22 de abril de 2015, YMM recibió el primer lugar en la categoría "Mejor Programa de Alimentos y Bebidas - Aeropuerto Medio / Pequeño" del Consejo de Aeropuertos Internacional - Premios de Excelencia en Concesiones de Aeropuerto de Norteamérica (ACI-NA).

### Terminal Norte
La Terminal Norte se construyó originalmente para servicios comerciales y privados de pasajeros. Después de la apertura de la nueva terminal principal en 2014, el edificio se renovó y se volvió a abrir como la Terminal Norte para prestar servicios a los chárter de fuerza laboral, a los viajeros corporativos y a la carga.
La Terminal Norte da servicio a aproximadamente 250,000 trabajadores al año, o el 20 por ciento de todos los pasajeros de YMM anualmente. Transportistas chárter, incluidos Canadian North, Enerjet, Flair Air y North Cariboo Air operan a través de la terminal. La terminal cuenta con servicios de venta minorista, alimentos y bebidas y alquiler de automóviles. También maneja operaciones de carga aérea como un depósito de carga dedicado, espacio de almacenamiento y clasificación, así como espacio de rampa para aviones de carga.

## Aerolíneas y destinos

### Pasajeros
| Aerolíneas         | Destinos          |
| ------------------ | ----------------- |
| Air Canada Express | Calgary           |
| Air Canada Rouge   | Toronto–Pearson   |
| McMurray Aviation  | Fort Chipewyan    |
| WestJet            | Calgary           |
| WestJet Encore     | Calgary, Edmonton |

### Carga
Más de la mitad de la carga en YMM es manejada por transportistas de carga aérea dedicados, mientras que Air Canada y WestJet transportan el resto en vuelos regulares de pasajeros. La instalación de carga aérea a corto plazo operará fuera de la Terminal Norte. Se planea construir un nuevo edificio de carga aérea de terceros con un delantal expandido al este de la Terminal Norte.

### Destinos nacionales
Se brinda servicio a 4 ciudades dentro del país a cargo de 4 aerolíneas.
| Calgary (YYC)        | • | • |   |   | 2 |
| Edmonton (YEG)       |   | • |   |   | 1 |
| Fort Chipewyan (YPY) |   |   | • |   | 1 |
| Toronto (YYZ)        | • |   |   |   | 1 |
| Total                | 2 | 2 | 1 | 0 | 4 |

## Estadísticas

### Tráfico anual
| Año  | Pasajeros | % cambio    |
| ---- | --------- | ----------- |
| 2010 | 714,659   | Sin cambios |
| 2011 | 763,708   | 6.8%        |
| 2012 | 958,072   | 25.4%       |
| 2013 | 1,195,437 | 24.7%       |
| 2014 | 1,308,416 | 9.4%        |
| 2015 | 1,099,663 | 16%         |
| 2016 | 744,798   | 32.3%       |
| 2017 | 713,108   | 4.25%       |
| 2018 | 639,923   | 10.3%       |
| 2019 | 595,316   | 7.0%        |
| 2020 | 229,314   | 61.5%       |
| 2021 | 228,627   | 0.3%        |
| 2022 | 320,319   | 40.1%       |
| 2023 | 367,627   | 14.8%       |
| 2024 | 353,292   | 3.9%        |

## Aeropuertos cercanos
Los aeropuertos más cercanos son:
- Aeropuerto de Fort Chipewyan (232km)
- Aeropuerto de Slave Lake (267km)
- Aeropuerto de Uranium City (360km)
- Aeropuerto de Fort Smith (373km)
- Edmonton City Centre (374km)